# Morten Stig Jensen
Morten Stig Jensen er en dansk sportsjournalist, TV-vært, radiovært og podcaster, der dækker den amerikanske basketballliga NBA, heriblandt også for de amerikanske medier Forbes og Sports Illustrated. Han er tidligere vært på TV-programmet "Crunch Time" på TV 2 Sport, men sagde selv op efter uoverensstemmelser med medvært Thomas Bilde. Han er desuden vært på radioprogrammet Buzzer Beater på R4dio. Han er uddannet multimediedesigner via Københavns Erhvervsakademi og har en bachelor i medieproduktion og ledelse fra Danmarks Medie og Journalisthøjskole.
Jensen begyndte at dække NBA i 2008 for dk4sport, hvor han stod for artikler, blogs og bidrog til liveudsendelser. I 2010 blev han NBA-ansvarlig på mediet Fullcourt.dk hvor han året efter tog imod en stilling som chefredaktør. I 2014 blev Jensen chefredaktør for det canadiske medie Hoop365. I 2016 skrev han for det britiske medie GiveMeSport og lancerede podcasten The NBA Podcast, der har over 550 afsnit i sit katalog.
I 2019 begyndte Jensen at skrive for Forbes. I 2020 dækkede han NBA for TV 2 SPORT som skribent og podcaster.
Han er hyppig gæst i både radio og skrevne medier.